# 科拉姆·麦卡恩
科拉姆·麦卡恩（Colum McCann，1965年2月28日—），爱尔兰作家。他是纽约亨特学院美术大师项目杰出创意写作教授，经常访问欧洲研究院。他的作品以35种语言出版。主要小说作品包括《声犬》、《亮的一侧》、《舞者》、《佐丽》、《让伟大的世界旋转》、《大西洋》。2011年获国际IMPAC都柏林文学奖。